# Дождь в казарме
"Дождь в казарме" (Дощ в казармі) — 6-ий альбом гурту «Посев». Випущений поряд з «Всякие картинки» 10-го вересня 2023 року на лейблі «Выргород». Саме уривок з цього альбому був опублікований на каналі Наталії Чумакової 12-го січня 2022 року .

## Текст на буклеті
Записано літом 1984 року в Омську.
Слова і музика: Єгор Лєтов.
Єгор «Дохлый» Лєтов — голос, ударні, бас;
Андрій «Босс» Бабенко — електрогітара, акустична гітара, бек-вокал;
Євгеній «Джон» Деєв — бас.

## Список композицій
Назви деяких пісень умовні, оскільки оригінальні назви втрачено.
| #  | Назва                               | Автор                                    | Тривалість |
| -- | ----------------------------------- | ---------------------------------------- | ---------- |
| 1. | «Instrumental»                      | Єгор Лєтов, Андрій Бабенко, Євгеній Деєв | 1:04       |
| 2. | «Зелёное зеркало»                   | Єгор Лєтов, Андрій Бабенко, Євгеній Деєв | 4:15       |
| 3. | «Instrumental (акуст.)»             | Єгор Лєтов, Андрій Бабенко, Євгеній Деєв | 4:44       |
| 4. | «Казармы»                           | Єгор Лєтов, Андрій Бабенко, Євгеній Деєв | 5:26       |
| 5. | «Instrumental / Не понимаю»         | Єгор Лєтов, Андрій Бабенко, Євгеній Деєв | 11:30      |
| 6. | «Скользкий ветер»                   | Єгор Лєтов, Андрій Бабенко, Євгеній Деєв | 6:10       |
| 7. | «Картинки № 2 (Бабочек съела моль)» | Єгор Лєтов, Андрій Бабенко, Євгеній Деєв | 8:44       |
| 8. | «Страна дураков (Ветер с гор)»      | Єгор Лєтов, Андрій Бабенко, Євгеній Деєв | 3:02       |

## Цитата щодо видання
Як зазначила Наталія Чумакова:
 .
Історія видання ранніх записів Егора дуже довга, так що почну здалека.
У 2005 році ми з Єгором прийняли оцифрувати магнітофонні котушки, які зберігалися в архіві «ГрОб-Рекордс». Займалися майже виключно невідомими записами, реставрували, обробляли і зводили заново ранні альбоми Єгора і «Громадської Оборони», плюс оригінальні альбоми Янки. Це сталося завдяки тому, що видавництво «Містерія звуку» запропонувало видати наш бек-каталог. До речі, величезне їм за це спасибі — хто знає, зібрався би Єгор зробити це сам, без умовлянь. Ось, ми оживили на світ старенький «Олімп», Єгор озброївся ватою і рідиною для протидії механізмів, я зібралася з духом і сіла за комп'ютер на довгі тижні.
Котушки, за малим винятком, не підписали. Десь прямо на одній стрічці моно перемежувалося зі стерео. Всі записи зроблені поверх якого-небудь класичного року, чому і досі знаходяться у мене в папках Bob Marley, Genesis та інші. Якість при цьому здавалося, на перший погляд, не таким катастрофічним. Бентежило лише те, що Єгор за життя їх видавати не збирався — говорив лише про можливу збірку. У роздумах на цю тему я провела багато років.
Зрештою, стало зрозуміло, що настав час уже щось із цим вирішувати. Я й вирішила — реставрувати все поспіль, а там буде видно.
Почала з двох альбомів, які були підписані і навіть мали щось на кшталт трек-листа, причому розпис був явно пізнішої якості і чомусь не включав однієї пісні. Це були «Всякие картинки» та «Дождь в казарме».
Боже, що за покарання. Ніяк не думала, що виявиться ТАК складно. На другий, восьмий і нескінченна кількість подальших спроб це виявилося суцільним нещастям. Єгор заразив мене перфекціонізмом, і зробити аби як було неможливо. Ситуація ускладнилася тим, що видавці наполягали на випуску всього й одразу, тому два готові альбоми лягли на полицю. Далі справа пішла тільки гірше: я бралася то за одну, то за іншу оцифровку, і щоразу з жахом кидала. Як правило, вже на середині першого треку ставало зрозуміло, що працювати з цим може потрапити в клініку нервових розладів. Тоді на допомогу прийшов мій товариш Сергій Сиров. Він максимально дбайливо перегнав знову всі плівки у високій роздільній здатності і на кращій техніці. Тепер можна було розпочати справу заново. Але було втрачено багато часу. Чи добре, чи погано, але роботі пішов уже третій рік.
Дивлячись на те, якими темпами рухається ця затія, я почала розуміти, що до виходу всього масиву цілком хтось може і не дожити. Вдалося спільними зусиллями умовити хлопців розпочати випуск дисків по одному. Якісь неочевидні перепони виникли з оформленням… Зараз пишу це, і, як і раніше, боюся наврочити.
Тепер конкретно про перші альбоми, що випускаються.
«Всякие картинки» та «Дождь в казарме» містилися на двох сторонах стрічки «Тасма», була така, поганезна, одна з найгірших у Союзі. Її відмінна властивість — огидний скрип, який з'являється при відтворенні після декількох років зберігання. І це при ціні вісім з гаком рублів! До цього там були записані Bob Marley та Grateful Dead. На відміну від інших, плівка не піддалася повторній оцифровці, довелося використовувати первісну.
Відомості про запис довелося збирати по крихтах. Опиралися на різні джерела, переважно на власне єгорівські описи даних опусів. Для деяких треків назви довелося придумувати. Я спиралася на те, що в зошитах з віршами деякі з циклів іменувалися «картинками» (наприклад, «Предновогодние картинки»), та й сама назва альбому підштовхнула називати так треки, складені з кількох віршів — за аналогією, наприклад, з пронумерованими «Метаморфозами».
Єгор явно вагався, як саме має іменуватися група: зустрічаються написання «Посев», Possev і навіть The Possev на одній з коробок. Ми вирішили взяти два варіанти для оформлення. Є ще цікавий факт: до народження «Громадянської оборони» і, відповідно, «Гроб-Records» домашня студія Єгора носила ім'я «Maidan Records», хоч би що це не означало.
Якби ми тоді оцифрували ці записи разом, Єгор хоч би щось розповів про них, і тепер було б не так складно розібратися. Поки що я продовжую роботу, сподіваючись хоч колись з нею розквитатися.
— Наталія Чумакова, 08.09.2023